# Musisz wierzyć
Musisz wierzyć – singel Ani Dąbrowskiej z 2007 roku.

## Informacje ogólne
Był to trzeci i ostatni singel z płyty Kilka historii na ten sam temat. Autorką tekstu utworu jest Ania Dąbrowska. Singel spotkał się z umiarkowanym sukcesem na listach przebojów.

## Teledysk
Reżyserem teledysku do tego nagrania został Adrian Panek.

## Pozycje na listach
| Lista                              | Pozycja |
| ---------------------------------- | ------- |
| Lista przebojów Programu Trzeciego | 35      |
| Szczecińska Lista Przebojów        | 5       |
| Poplista                           | 13      |
| Codzienna Lista Przebojów          | 10      |
| RDN Małopolska                     | 20      |
| Radio dla Ciebie                   | 19      |
| Hit FM                             | 4       |